# Papua New Guinea Football Association
De Papua New Guinea Football Association (PNGFA) is de voetbalbond van Papoea-Nieuw-Guinea. De bond werd opgericht in 1962 en is sinds 1963 aangesloten bij de OFC en sinds 1966 aangesloten bij de FIFA. Het hoofdkantoor staat in Lae.
De PNGFA is onder meer verantwoordelijk voor de nationale elftallen bij de mannen en vrouwen en organiseert het landskampioenschap in de Papua New Guinea National Soccer League.
Amerikaans-Samoa · Cookeilanden · Fiji · Kiribati¹ · Nieuw-Caledonië · Nieuw-Zeeland · Niue¹ · Papoea-Nieuw-Guinea · Samoa · Salomoneilanden · Tahiti · Tonga · Tuvalu¹  · Vanuatu

¹ geassocieerd lid